# 방랑 소년
《방랑 소년》(일본어: 放浪息子)은 시무라 타카코의 일본 만화이다.

## 개요
엔터브레인 발행의 월간지인 《코믹 빔》 2002년 12월호에서 연재가 시작되어서 현재까지도 진행 중이다. 2006년 일본의 문화청 미디어 예술제 만화 부문에서 심사 위원회 추천 작품으로 선정되었다.
2011년 1월부터 후지 TV의 노이타미나 시간대에서 동명의 애니메이션이 방영되고 있다.
여자아이가 되고 싶은 남자아이 니토리 슈이치와 남자아이가 되고 싶은 여자아이 타카츠키 요시노. 이 2명이 자신의 성별이나 친구 관계에 대해 고민하며 갈등하는 모습을 무거운 분위기보다는 담담하게 그려낸 작품이다. 제4권까지는 초등학생편, 제5권부터는 중학생편으로 되어 있다.

## 단행본
대한민국에서는 학산문화사를 통해 발매되고 있다.
- 제1권
  - 일본 - ISBN 978-4-7577-1522-6(2003년 8월 1일 발매)
  - 대한민국 - ISBN 978-89-258-4680-4(2007년 1월 15일 발매)
- 제2권
  - 일본 - ISBN 978-4-7577-1805-0(2004년 6월 1일 발매)
  - 대한민국 - ISBN 978-89-529-9299-4(2007년 2월 15일 발매)
- 제3권
  - 일본 - ISBN 978-4-7577-2091-6(2005년 1월 1일 발매)
  - 대한민국 - ISBN 978-89-258-5797-8(2007년 3월 15일 발매)
- 제4권
  - 일본 - ISBN 978-4-7577-2402-0(2005년 9월 1일 발매)
  - 대한민국 - ISBN 978-89-529-9525-4(2007년 4월 15일 발매)
- 제5권
  - 일본 - ISBN 978-4-7577-2825-7(2006년 7월 1일 발매)
  - 대한민국 - ISBN 978-89-529-9634-3(2007년 9월 15일 발매)
- 제6권
  - 일본 - ISBN 978-4-7577-3352-7(2007년 2월 1일 발매)
  - 대한민국 - ISBN 978-89-529-9635-0(2007년 9월 15일 발매)
- 제7권
  - 일본 - ISBN 978-4-7577-3928-4(2007년 12월 1일 발매)
  - 대한민국 - ISBN 978-89-258-0812-3(2008년 10월 31일 발매)
- 제8권
  - 일본 - ISBN 978-4-7577-4499-8(2008년 10월 25일 발매)
  - 대한민국 - ISBN 978-89-258-2348-5(2010년 1월 25일 발매)
- 제9권
  - 일본 - ISBN 978-4-7577-4995-5(2009년 7월 25일 발매)
  - 대한민국 - ISBN 978-89-258-3598-3(2010년 10월 25일 발매)
- 제10권
  - 일본 - ISBN 978-4-04-726412-0(2010년 3월 25일 발매)
  - 대한민국 - ISBN 978-89-258-4758-0(2011년 9월 25일 발매)
- 제11권
  - 일본 - ISBN 978-4-04-726940-8(2010년 12월 24일 발매)
  - 대한민국 - ISBN 978-89-258-6176-0(2011년 11월 25일 발매)

## 애니메이션
2011년 1월부터 후지 TV의 노이타미나를 통해 방영되고 있다. 대한민국에는 애니플러스가 일본어 음성에 한국어 자막을 덧씌워 제공하고 있다.

### 제작진
- 원작 - 시무라 타카코
- 감독 - 아오키 에이
- 시리즈 구성 - 오카다 마리
- 캐릭터 디자인·총 작화감독 - 마키노 류이치
- 소품 설정·의상 디자인 협력 - 마츠모토 쇼코
- 메인 애니메이터 - 사토 미치오
- 미술감독 - 이토 아키라
- 미술 설정 -코다마 요헤이
- 색채 설계 - 오우치 아야
- 컴포지션 디렉터(촬영감독) - 카토 토모노리
- CG 프로듀서 - 마츠우라 히로아키
- 편집 - 미기야마 쇼타
- 음악 - 코우사키 사토루(MONACA), 오카베 케이이치(MONACA)
- 음악 프로듀서 - 사노 히로아키
- 음악 제작 - 애니플렉스, 후지퍼시픽 뮤직
- 음향감독 - 아케타가와 진
- 음향 효과 - 나카노 카츠히로
- 책임프로듀서(CP) - 시미즈 히로유키, 야마모토 코우지
- 프로듀서 - 오우기 지유, 사이토 슌스케, 키무라 마코토
- 애니메이션 프로듀서 - 나가노 토시유키
- 애니메이션 제작 - AIC Classic
- 제작 - 방랑소년 제작위원회(애니플렉스, 후지 TV, AIC, 덴츠, 엔터브레인)

### 주제가
오프닝 테마 〈언제라도〉(いつだって。)
작사·작곡 - 다이스케 / 편곡 - 마에구치 와타루, 이이다 테츠야
노래 - 다이스케
엔딩 테마 "For You"
작사·작곡 - Rie fu / 편곡 - Rie fu & Ryunosuke Ikoma(BOND&Co.)
노래 - Rie fu

### 방영 목록
애니메이션 상에서 각 화의 제목은 히라가나로 적혀있으며, 영어로 적힌 부제가 그 아래에 적혀있다. 일본어 부제의 풀이는 애니플러스의 표기를 따른다.
| 화수 | 부제 (원제/풀이)                  | 부제 (원제/풀이)                  | 각본        | 그림 콘티                                         | 연출                      | 작화감독                              |                           |
| ---- | --------------------------------- | --------------------------------- | ----------- | ------------------------------------------------- | ------------------------- | ------------------------------------- | ------------------------- |
| #1   | おんなのこって なんでできてる?    | 여자아이는 무엇으로 만들어졌을까? | 오카다 마리 | 아오키 에이                                       | 아오키 에이               | 마키노 류이치                         |                           |
| #1   | ~Roses are red, violets are blue~ |                                   | 오카다 마리 | 아오키 에이                                       | 아오키 에이               | 마키노 류이치                         |                           |
| #2   | きらい きらい 大きらい            | 싫어 싫어, 정말 싫어!             | 오카다 마리 | 아오키 에이                                       | 벳쇼 마코토               | 타니 타쿠야 시모지 유야 사토 미치오   |                           |
| #2   | ~Cry baby cry~                    |                                   | 오카다 마리 | 아오키 에이                                       | 벳쇼 마코토               | 타니 타쿠야 시모지 유야 사토 미치오   |                           |
| #3   | ロミオとジュリエット              | 로미오와 줄리엣                   | 오카다 마리 | 호시카와 타카후미                                 | 아베 마사시               | 아오노 아츠시 이토지마 마사히코       |                           |
| #3   | ~Juliet and Romeo~                |                                   | 오카다 마리 | 호시카와 타카후미                                 | 아베 마사시               | 아오노 아츠시 이토지마 마사히코       |                           |
| #4   | 私の名前をあげる                  | 내 이름을 줄게                    | 오카다 마리 | 사사지마 케이이치                                 | 미야와키 치즈루           | 오츠하타 타다시 혼죠 케이이치로       |                           |
| #4   | ~The sound of your name~          |                                   | 오카다 마리 | 사사지마 케이이치                                 | 미야와키 치즈루           | 오츠하타 타다시 혼죠 케이이치로       |                           |
| #5   | 夏のおわりに                      | 여름의 끝자락에서                 | 오카다 마리 | 벳쇼 마코토                                       | 벳쇼 마코토               | 사토 미치오 마츠모토 쇼코             | 사토 미치오 마츠모토 쇼코 |
| #5   | ~Long, long shadow~               |                                   | 오카다 마리 | 벳쇼 마코토                                       | 벳쇼 마코토               | 사토 미치오 마츠모토 쇼코             | 사토 미치오 마츠모토 쇼코 |
| #6   | 文化祭                            | 문화제                            | 오카다 마리 | 아오키 에이 사사지마 케이이치(정서)               | 하야시 히로키             | 사토 미치오 마츠모토 쇼코             | 사토 미치오 마츠모토 쇼코 |
| #6   | ~Dream of butterfly~              |                                   | 오카다 마리 | 아오키 에이 사사지마 케이이치(정서)               | 하야시 히로키             | 사토 미치오 마츠모토 쇼코             | 사토 미치오 마츠모토 쇼코 |
| #7   | 薔薇色の頬                        | 장밋빛 뺨                         | 오카다 마리 | 이시구로 쿄헤이                                   | 이시구로 쿄헤이           | 아이케이 유키코                       |                           |
| #7   | ~Growing pains~                   |                                   | 오카다 마리 | 이시구로 쿄헤이                                   | 이시구로 쿄헤이           | 아이케이 유키코                       |                           |
| #8   | 春                                | 봄                                | 오카다 마리 | 벳쇼 마코토 사사지마 케이이치(정서)               | 아라이 쇼고               | 마츠이 리와코 이시모토 에이지         |                           |
| #8   | ~Brand new me~                    |                                   | 오카다 마리 | 벳쇼 마코토 사사지마 케이이치(정서)               | 아라이 쇼고               | 마츠이 리와코 이시모토 에이지         |                           |
| #9   | かっこいい彼女                    | 멋있는 그녀                       | 오카다 마리 | 아오키 에이 사사지마 케이이치(정서)               | 요시카와 코우지           | 아오노 아츠시 와타나베 히로시         |                           |
| #9   | ~Green eye~                       |                                   | 오카다 마리 | 아오키 에이 사사지마 케이이치(정서)               | 요시카와 코우지           | 아오노 아츠시 와타나베 히로시         |                           |
| #10  | 10+11                             | 10+11                             | 오카다 마리 | 하야시 히로키 아오키 에이 사사지마 케이이치(정서) | 하야시 히로키 벳쇼 마코토 | 타니 타쿠야 사토 미치오 마츠모토 쇼코 |                           |
| #10  | ~Better half~                     |                                   | 오카다 마리 | 하야시 히로키 아오키 에이 사사지마 케이이치(정서) | 하야시 히로키 벳쇼 마코토 | 타니 타쿠야 사토 미치오 마츠모토 쇼코 |                           |
| #11  | 放浪息子はどこまでも              | 방랑 소년은 어디까지나            | 오카다 마리 | 아오키 에이 사사지마 케이이치(정서)               | 아오키 에이               | 마키노 류이치                         |                           |
| #11  | ~Wandering son's progress~        |                                   | 오카다 마리 | 아오키 에이 사사지마 케이이치(정서)               | 아오키 에이               | 마키노 류이치                         |                           |